# Alvin Ceccoli
Alvin Ceccoli (Sydney, 5 augustus 1974) is een Australisch voetballer.

## Australisch voetbalelftal
Alvin Ceccoli debuteerde in 1998 in het Australisch nationaal elftal en speelde 6 interlands, waarin hij 1 keer scoorde.